# 渡辺孝男 (政治家)
渡辺 孝男（わたなべ たかお、本名：渡邉 孝男、1950年2月1日 - ）は、日本の医師、政治家。米沢市立病院事業管理者・元院長。
参議院議員（3期）、公明党政務調査会副会長、厚生労働副大臣（福田康夫改造内閣・麻生内閣）などを歴任した。

## 経歴
- 1950年2月1日 - 茨城県石岡市に生まれる。
- 1968年3月 - 茨城県立土浦第一高等学校卒業。
- 1974年3月 - 東北大学医学部医学科卒業。
- 医師免許取得。
- 東北大学医学部脳神経外科医局に入局。
- 1979年 - アメリカマイアミ大学に留学。
- 1980年 - 日本脳神経外科学会専門医に認定。
- 1982年4月 - 米沢市立病院勤務。脳神経外科部長、手術室長などを歴任。
- 1995年
  - 3月 - 米沢市立病院を退職。
  - 7月23日 - 第17回参議院議員通常選挙に全国比例区から新進党公認で初当選。
- 2001年7月29日 - 第19回参議院議員通常選挙に全国比例区から公明党公認で2期目当選（北海道・東北重点）。
- 2002年10月4日 - 第1次小泉第1次改造内閣で農林水産大臣政務官に就任。
- 2006年5月 - 第21回参議院議員通常選挙全国比例区に公明党の第1次公認候補者に内定。
- 2007年7月29日 - 第21回参議院議員通常選挙に全国比例区から公明党公認で3期目当選（北海道・東北重点[1]）。
- 2008年8月 - 福田康夫改造内閣で厚生労働副大臣に就任。
- 2013年
  - 7月 - 改選となる第23回参議院議員通常選挙に立候補せず引退。
  - 10月 - かつて勤務した米沢市立病院の院長に就任。
- 2015年10月10日 - 院長と併任で米沢市立病院事業管理者に就任[2]。
- 2018年3月 - 米沢市立病院の院長を退任[3]。

## 主な所属議員連盟
- 北京オリンピックを支援する議員の会
- 禁煙推進議員連盟
- 適切な医療を実現する医師国会議員連盟 副会長（2011年 - 2013年）

## 役職歴

### 内閣
- 厚生労働副大臣（福田康夫改造内閣・麻生内閣）
- 農林水産大臣政務官（第1次小泉第1次改造内閣）

### 参議院
- 法務委員会委員長
- 行政監視委員会委員長

### 公明党
- 政務調査会副会長
- 東北方面協議会議長代理
- 中央規律委員会副委員長
- 北海道・東北各県本部顧問
- 社会保障制度調査会事務局長
- 厚生労働部会長
- ドクターヘリ・ドクターカー配備推進プロジェクトチーム座長